# Steve Berry
Steve Berry (* 2. září 1955, Atlanta, USA) je americký autor románů a novel.

## Život
Vystudoval politologii a práva. Po absolutoriu založil advokátskou praxi. Když začínal pracovat na svém prvním románu, netušil, že nakladatelé osmdesátkrát odmítnou jeho rukopis a že toho budou velmi litovat, poněvadž Berryho prvotina s názvem Jantarová komnata několik týdnů figurovala na prvním místě žebříčku nejprodávanějších knih.[zdroj?]
V roce 2020 byl Steve Berry autorem již devatenácti románů, v kterých se snoubí napětí a záhady, jejichž kořeny sahají do nedávné i hluboké historie. Díky thrilleru Templářské dědictví se Berry zařadil mezi špičku tohoto žánru: kniha byla přeložena do třiceti čtyř jazyků a Dan Brown, autor bestselleru Šifra mistra Leonarda, se nechal slyšet, že „tato kniha přesně splňuje jeho představy o skvělém románu“.[zdroj?]